# رمان نامه‌نگارانه

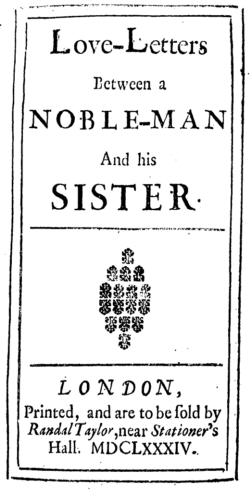
افرا بهن، نامه های عاشقانه بین یک مرد نجیب و خواهرش، 1684.

رمان نامه‌نگارانه روایت ادبی بلندی‌است؛ که عمدتاً به شکل مبادلهٔ نامه‌های مختلف به نگارش درآمده است. دو رمان پاملا و کلاریسا نوشتۀ ساموئل ریچاردسون، رمان نامه‌نگارانه به حساب می‌آیند؛ بعدها رمان‌نویسان از راه‌های دیگری برای محدود کردن زاویه دید به یک یا دو شخصیت خاص استفاده کردند، اما هنوز گاه گاه از تکنیک نامه‌نگاری استفاده می‌شود- مثلاً در رمان طنزِ بیدار شو احمق (۱۹۵۹) اثر مارک هریس و رنگ ارغوانی (۱۹۸۲) نوشتهٔ آلیس واکر. هم چنین به کتاب شیوه‌های خاص: روش‌های نامه‌نگاری در آثار داستانی معاصر (۱۹۹۲)؛ به قلم لیندا کافمن مراجعه کنید. از مثال‌های دیگر، می‌توان به بابا لنگ دراز اثر آلیس جین وبستر،  نامه‌های اسکروتیپ اثر سی. اس. لوئیس و بیچارگان اثر فیودور داستایفسکی اشاره کرد.